# Galina Djougachvili
Pour les articles homonymes, voir Djougachvili.
Galina Iakovlevna Djougachvili (en russe : Галина Яковлевна Джугашвили), née à Moscou le 19 février 1938 et morte à Moscou le 27 août 2007, est la petite-fille de Joseph Staline (de son vrai nom Joseph Vissarionovitch Djougachvili).

## Biographie
Elle est la fille de Iakov Djougachvili, l'ainé des trois enfants reconnus par Staline, et d'une belle danseuse réputée, russe juive d'Odessa, Ioulia Meltzer. Après avoir rencontré Ioulia lors d'une réception, Iakov se bat avec son second mari Nikolai Bessarab et arrange par la suite un divorce. Bessarab est plus tard arrêté par le NKVD et exécuté. Iakov se marie alors avec Ioulia qui devient sa troisième épouse et ce malgré la désapprobation de Staline qui n'a approuvé aucun de ses mariages.
Iakov est lieutenant dans l'artillerie soviétique durant la Seconde Guerre mondiale. Les historiens sont d'accord pour penser qu'il a été capturé avec son unité par les Allemands sur le front en 1941 et est mort au camp de Sachsenhausen en 1943 (sans que les conditions de sa mort, suicide sur les barrières électrifiées ou abattu lors de son évasion, ne soient clairement établies). Staline refuse l'échange proposé par les Allemands de son fils contre le maréchal allemand Friedrich Paulus, considérant les prisonniers de guerre comme des traîtres. Son épouse Ioulia est emprisonnée deux ans à la Loubianka, elle meurt en 1967[réf. nécessaire]. 
Elle étudie la philologie à l'université Lomonossov de Moscou où elle obtient un doctorat. Elle est membre de l'Union russe des écrivains et travaille toute sa vie comme traductrice en français pour le ministère des Affaires étrangères mais surtout à l'Institut de la littérature mondiale Gorki.
Elle est mariée à un mathématicien algérien originaire d'Aïn M'lila, Hocine Bensaad, employé aux Nations unies puis directeur du centre universitaire de Sétif, mariage qui nécessita l'accord de Iouri Andropov, alors chef du KGB. Ils n'ont qu'un enfant, un garçon prénommé Selim, né en 1970. 
Elle est morte à Moscou le 27 août 2007 à l'âge de 69 ans à l'hôpital militaire Bourdenko, des suites d'un cancer après avoir subi plusieurs opérations chirurgicales les années précédentes.